# Roberto Porfírio Maximiano Rodrigo
Roberto Porfírio Maximiano Rodrigo, detto Roberto (Porto, 28 novembre 1988), è un calciatore portoghese, attaccante del Chaves.

## Caratteristiche tecniche
È una punta centrale che, all'occorrenza, può giocare anche come seconda punta o ala destra.

## Carriera
Nato a Porto, in Portogallo, è cresciuto in alcune squadre cittadine, passando anche per il settore giovanile del Porto. Ha iniziato la carriera professionistica militando in club di terza e quarta divisione, prima di approdare al Naval. Ha esordito in massima serie nel 2013 con l'Arouca, squadra con cui ha realizzato 6 gol in 22 partite nella sua prima stagione ai vertici del calcio portoghese. Nel 2017 ha vinto la Coppa di Lega portoghese con il Moreirense. Al termine di quella stagione è stato acquistato dalla Salernitana.

## Palmarès

### Club

#### Competizioni nazionali
- Coppa di Lega portoghese: 1

Moreirense: 2016-2017
- Segunda Liga: 1

Tondela: 2024-2025